# Ptilodexia pacifica
Ptilodexia pacifica är en tvåvingeart som beskrevs av Wilder 1979. Ptilodexia pacifica ingår i släktet Ptilodexia och familjen parasitflugor.
Artens utbredningsområde är Oregon. Inga underarter finns listade i Catalogue of Life.